# Alfredo Pérez Guerrero
Carlos Alfredo Pérez Guerrero (Ibarra, 7 de mayo de 1901-Quito, 19 de noviembre de 1966 fue un jurista y lingüista ecuatoriano.

## Biografía

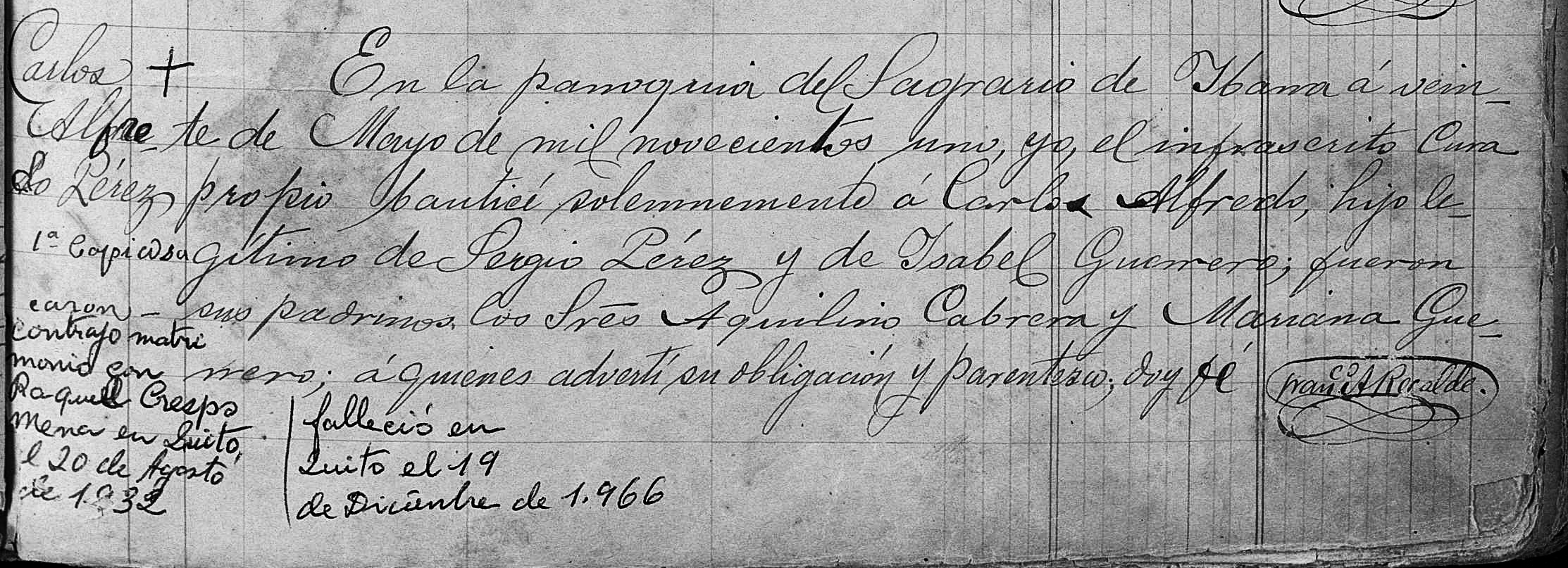
Bautismo de Carlos Alfredo Pérez Guerrero

Carlos Alfredo Pérez Guerrero, sus padres el capitán Sergio Pérez Torres y la señora Isabel Guerrero Páez. Tuvo dos hermanos, el primero de ellos, también llamado Alfredo —Sergi Alfredo—, murió a temprana edad; el menor, Edmundo, llegaría a ser abogado y profesor en el Instituto Nacional Mejía. Durante su infancia y primeros años de juventud enfrentó privaciones extremas a causa de la suma pobreza que padeció su familia, pues su padre abandonó el hogar.
Su madre, al no haber hallado suficiente trabajo en Ibarra como para afrontar personalmente las dificultades del hogar, se trasladó a Quito, en donde vivían una hermana suya y su madre, y poco después logró llevar a sus dos hijos a la capital. Allí, el mes de octubre de 1908, los matriculó en el Pensionado La Salle del barrio El Cebollar, en el que recibieron su instrucción primaria.
Alfredo Pérez Guerrero hizo sus estudios secundarios en el Instituto Nacional Mejía y se graduó en la promoción 1917-1918 y los estudios superiores los realizó en la Universidad Central del Ecuador. Se casó con Laura Patiño Donoso, quien le dio años de intensa felicidad, aunque falleció a temprana edad. Poco después de su deceso se concentró a escribir su obra Sucesión por causa de muerte, que dedicó a la memoria y recuerdo de Laura.  Años más tarde, contrajo matrimonio con la señora Raquel Crespo Mena, a cuyos hijos de primer matrimonio llegó a apreciar y querer como propios.
Fue profesor en el Instituto Nacional Mejía desde 1926 y, de 1931 hasta 1935, ejerció las funciones de vicerrector en ese centro educativo. También fue docente en el Colegio Militar Eloy Alfaro, del que fue nombrado profesor honorario en noviembre de 1955. Trabajó en el Municipio de Quito en 1928 y 1929 como consejero y, más tarde, en los años 1958 y 1959, ejerció las funciones de concejal. 
Ingresó a la Universidad Central del Ecuador como profesor de primero y segundo año de Código Civil en 1936. Intervino con otros intelectuales de izquierda en la preparación del Código del Trabajo, publicado durante el gobierno del general Alberto Enríquez Gallo. Fue procurador general de la Nación desde 1944 hasta 1946; en tal condición integró el Tribunal de Garantías Constitucionales del cual fue su presidente por elección interna. De 1947 a 1948 desempeñó el cargo de ministro de Previsión Social, durante el gobierno de Carlos Julio Arosemena Tola, procurando siempre favorecer a los trabajadores y demás grupos vulnerables.
En 1950, fue elegido decano de la Facultad de Jurisprudencia y Ciencias Sociales de la Universidad Central y, al año siguiente, fue elegido rector en medio de una accidentada votación marcada por la violencia de los partidarios de su principal contendor, Manuel Agustín Aguirre, en su mayoría miembros de la Federación de Estudiantes Universitarios del Ecuador, quienes al final se moderaron cuando el doctor Pérez afirmó que tomaría en cuenta sus peticiones, siempre y cuando estuvieran acorde con su forma de pensar más no por imposición.
Debido a su acertada administración, fue reelecto en 1955; y en 1959 obtuvo su segunda reelección tras una reñida campaña. El doctor Pérez siempre se opuso a la supresión de los exámenes de ingreso a las universidades, aunque finalmente se eliminaron cuando salió de la Universidad. Por otro lado, defendió firmemente la autonomía de las universidades.
En 1952 presentó el proyecto de Ley de Carrera Administrativa, que finalmente fue promulgado como Ley en 1960 luego de años de insistencia. Asimismo, cuando fue diputado por Pichincha presentó el proyecto llamado "Ley de Abolición de los Huasipungos", con el fin de favorecer a los indígenas. Entre otros cargos importantes, fue miembro de Número de la Academia Ecuatoriana de la Lengua; presidente de la Comisión de Juristas durante el interinazgo de Clemente Yerovi Indaburu; presidente de la Sociedad Jurídico Literaria y Presidente del Tribunal de Honor del Colegio de Abogados de Quito.
El 23 de octubre de 1966 el doctor Pérez enfermó y padeció intensos dolores, por lo que fue trasladado a la Clínica Santa Cecilia, donde durante tres semanas de internamiento no se pudo diagnosticar su mal. A pesar de esto, luego de una aparente recuperación los médicos aconsejaron que volviera a casa, pero al poco tiempo recrudecieron sus padecimientos y finalmente los médicos decidieron practicar una operación exploratoria, en vista que no podían diagnosticar su enfermedad. Apenas realizada la operación, el 19 de noviembre, se descubrió un aneurisma en la aorta que explotó, causando su fallecimiento.

## Pensamiento
Su tendencia ideológica era el socialismo, desde su juventud hasta su muerte. En consecuencia, luchó a favor de los indígenas, obreros y empleados públicos, en su preocupación permanente por los humildes y explotados. No obstante, la pasión política de sus primeros años se atenuó frente a acontecimientos históricos, cambiando su opinión respecto a los regímenes que se denominaban de izquierda, los cuales a pesar de sus encendidas proclamas por la justicia e igualdad social, oprimieron a sus pueblos. Al respecto, Benjamín Carrión expresó:

Alfredo Pérez Guerrero, demócrata fundamental, socialista a sus horas, no comulgaba con las ideas de extrema izquierda. Era y es lo que en lenguaje internacional se llama un no alineado, no comprometido. Y, por eso, como a mí, nos interesaba fundamentalmente, en el panorama universal, la posición y doctrina de Nehrú, siempre cercana a los ideales sustantivos del hombre: la paz, la justicia, la libertad.

## Obras
- Ecuador (tesis doctoral, publicada por la Editorial de la Casa de la Cultura, en 1948, años después de escrita)
- Fonética y Morfología (dos ediciones)
- Etimología (1933)
- Prontuario de afijos y raíces griegas y latinas (1939)
- Moral individual (siete ediciones)
- El Seguro Social y el Código del Trabajo
- Fundamentos del Derecho Civil Ecuatoriano (dos tomos, Cuatro ediciones)
- Jurisprudencia Civil Ecuatoriana (dos tomos)
- La sucesión por causa de muerte (dos tomos, tres ediciones)
- Temas jurídicos (cinco tomos)
- Esquicios de la Universidad y la patria
- Educación y libertad
- Semillas al viento
- La Universidad ultrajada (dos ediciones)
- La cobardia